# Antonio Creus
Antonio Creus i Rubín de Celis (Madrid, 1924. október 28. – Madrid, 1996. február 19.) spanyol autóversenyző.

## Pályafutása
1960-ban részt vett a Formula–1-es világbajnokság argentin versenyén. A futamon az utolsó, huszonkettedik helyről rajtolt. Elektronikai problémák miatt már a tizenhatodik körben kiesett.
Részt vett több, a világbajnokság keretein kívül rendezett Formula–1-es versenyen is.

## Eredményei

### Teljes Formula–1-es eredménylistája
(Táblázat értelmezése)

(Félkövér: pole-pozícióból indult; dőlt: leggyorsabb kört futott) 

| Év   | Csapat        | Modell        | Motor               | 1      | 2   | 3   | 4   | 5   | 6   | 7   | 8   | 9   | 10  | Helyezés | Pont |
| ---- | ------------- | ------------- | ------------------- | ------ | --- | --- | --- | --- | --- | --- | --- | --- | --- | -------- | ---- |
| 1960 | Antonio Creus | Maserati 250F | Maserati Straight-6 | ARG Ki | MON | 500 | NED | BEL | FRA | GBR | POR | ITA | USA | -        | 0    |

## Külső hivatkozások
- Profilja a statsf1.com honlapon (angolul)
- Profilja a driverdatabase.com honlapon (angolul)